# Manfred Deckert
Manfred Deckert (ur. 31 marca 1961 w Halle (Saale)) – niemiecki skoczek narciarski, reprezentant Niemiec Wschodnich, srebrny medalista olimpijski, brązowy medalista mistrzostw świata oraz zwycięzca Turnieju Czterech Skoczni.

## Kariera
W międzynarodowych zawodach zadebiutował 30 grudnia 1978 w Oberstdorfie, gdzie zajął 28. miejsce. W Pucharze Świata zadebiutował w sezonie 1979/80. Najwyższe miejsce w tamtym sezonie w zawodach tego cyklu zajął 6 stycznia 1980 w Bischofshofen, gdzie był piąty. W 1980 podczas igrzysk olimpijskich w Lake Placid został wicemistrzem olimpijskim i jednocześnie wicemistrzem świata na normalnej skoczni, ex aequo z Hirokazu Yagim, przegrywając tylko z Tonim Innauerem.
30 grudnia 1981 w Oberstdorfie, podczas pierwszego konkursu Turnieju Czterech Skoczni, zajął drugie miejsce; takie samo osiągnął 1 stycznia 1982 w Garmisch-Partenkirchen. 3 stycznia 1982 w Innsbrucku zwyciężył, a trzy dni później w Bischofshofen był piąty. Dzięki temu wygrał Turniej Czterech Skoczni 1981/82. W tym samym roku zdobył Puchar Przyjaźni.
W 1985 na mistrzostwach świata w Seefeld in Tirol zajął indywidualnie czwarte miejsce na normalnej skoczni, przegrywając walkę o brązowy medal z Perem Bergerudem, a na dużym obiekcie był dwunasty. Na tych samych mistrzostwach reprezentanci NRD w składzie: Frank Sauerbrey, Manfred Deckert, Klaus Ostwald i Jens Weißflog wywalczyli brązowe medale w konkursie drużynowym. Ostatni występ na międzynarodowych zawodach zaliczył 6 stycznia 1988 podczas zawodów Pucharu Świata w Bischofshofen, gdzie zajął 69. lokatę.
Deckert był także mistrzem Niemiec Wschodnich na normalnej skoczni w latach: 1979, 1983, 1984 i 1987. Od 1997 jest prezesem klubu sportowego VSC Klingenthal. Przez siedemnaście lat po zakończeniu kariery był pracownikiem firmy Duravit (branża grzewcza i sanitarna). Od 2008 jest burmistrzem Auerbach/Vogtl..
Jego brat – Alf-Gerd Deckert reprezentował NRD w biegach narciarskich.

## Igrzyska olimpijskie
| Miejsce | Dzień     | Rok  | Miejscowość | Konkurs                         | Wynik     | Strata   | Zwycięzca      |
| ------- | --------- | ---- | ----------- | ------------------------------- | --------- | -------- | -------------- |
| 2.      | 17 lutego | 1980 | Lake Placid | Skocznia normalna indywidualnie | 249,2 pkt | 17,1 pkt | Toni Innauer   |
| 20.     | 23 lutego | 1980 | Lake Placid | Skocznia duża indywidualnie     | 219,2 pkt | 51,8 pkt | Jouko Törmänen |

## Mistrzostwa świata
| Miejsce | Dzień       | Rok  | Miejscowość      | Konkurs                         | Wynik     | Strata   | Zwycięzca     |
| ------- | ----------- | ---- | ---------------- | ------------------------------- | --------- | -------- | ------------- |
| 8.      | 21 lutego   | 1982 | Oslo             | Skocznia normalna indywidualnie | 236,9 pkt | 12,4 pkt | Armin Kogler  |
| 4.      | 26 lutego   | 1982 | Oslo             | Skocznia duża drużynowo         | 660,3 pkt | 58,2 pkt | Norwegia      |
| 45.     | 28 lutego   | 1982 | Oslo             | Skocznia duża indywidualnie     | 173,5 pkt | 84,4 pkt | Matti Nykänen |
| 12.     | 20 stycznia | 1985 | Seefeld in Tirol | Skocznia duża indywidualnie     | 205,2 pkt | 19,0 pkt | Per Bergerud  |
| 3.      | 22 stycznia | 1985 | Seefeld          | Skocznia duża drużynowo         | 550,8 pkt | 32,2 pkt | Finlandia     |
| 4.      | 26 stycznia | 1985 | Seefeld          | Skocznia duża indywidualnie     | 212,8 pkt | 12,5 pkt | Jens Weißflog |

## Mistrzostwa świata w lotach
| Miejsce | Dzień    | Rok  | Miejscowość | Konkurs            | Wynik      | Strata   | Zwycięzca     |
| ------- | -------- | ---- | ----------- | ------------------ | ---------- | -------- | ------------- |
| 11.     | 20 marca | 1983 | Harrachov   | Loty indywidualnie | 1005,5 pkt | 45,5 pkt | Klaus Ostwald |

## Puchar Świata

### Miejsca w klasyfikacji generalnej
- sezon 1979/1980: 46.
- sezon 1980/1981: 48.
- sezon 1981/1982: 11.
- sezon 1982/1983: 50.
- sezon 1983/1984: 52.
- sezon 1984/1985: 31.

### Miejsca na podium chronologicznie
| Nr | Data            | Miejscowość            | Skocznia             | Nota      | Lok. | Strata  | Zwycięzca     |
| -- | --------------- | ---------------------- | -------------------- | --------- | ---- | ------- | ------------- |
| 1. | 30 grudnia 1981 | Oberstdorf             | Schattenbergschanze  | 239,9 pkt | '2.  | 0,6 pkt | Matti Nykänen |
| 2. | 1 stycznia 1982 | Garmisch-Partenkirchen | Große Olympiaschanze | 237,0 pkt | 2.   | 0,4 pkt | Roger Ruud    |
| 3. | 3 stycznia 1982 | Innsbruck              | Bergisel             | 243,5 pkt | 1.   | –       | –             |